# Castellet
Castellet település Franciaországban, Vaucluse megyében. Lakosainak száma 114 fő (2022. január 1.). Castellet Cabrières-d’Aigues, Auribeau, Saignon és Saint-Martin-de-Castillon községekkel határos.

## Népesség
A település népességének változása:
| Lakosok száma | 122  | 128  | 133  | 131  | 125  | 120  | 114  | 113  | 114  |
|               | 2013 | 2015 | 2016 | 2017 | 2018 | 2019 | 2020 | 2021 | 2022 |